# Bisseomyces havanensis
Bisseomyces havanensis är en svampart som beskrevs av R.F. Castañeda 1985. Bisseomyces havanensis ingår i släktet Bisseomyces, divisionen sporsäcksvampar och riket svampar.   Inga underarter finns listade i Catalogue of Life.